# Penny Lane
〈Penny Lane〉는 폴 매카트니가 쓴 비틀즈 노래다. 크레디트는 레논-매카트니 표기를 따른다. 가사는 영국 리버풀의 실제 거리 이름을 언급한다.
페퍼 상사 녹음 세션에서 수록할 목적으로 녹음되었으나, 비틀즈의 음반사 EMI의 압력을 받아 1967년 〈Strawberry Fields Forever〉와 함께 더블 A 싱글로서 출시된다. 영국 내에서 정상에 오르진 못하였으나 유럽 곳곳에서 10위 내로 들며 히트했다. 미국 버전 《Magical Mystery Tour》에서 수록되어 LP에 처음 수록된다. 동명의 영국 더블 EP에는 미수록.
2004년 《롤링 스톤》은 역대 가장 위대한 노래 500곡 명단을 만들어 곡을 456위로 올렸다.

## 배경 및 영감
'Penny Lane'은 향수적입니다. 하지만 존과 제가 아는 실제 장소에요. 사실 버스 정류장이죠. 버스를 타고 존의 집에 가기 위해서는 페니 레인을 경유해야 했어요. 물론 존도 마찬가지였죠. 그래서 우린 그 정류장에서 많은 시간을 보냈답니다. 우리 모두가 아는 장소였고, 그래서 우리 모두 이야기로 바꿀 수 있겠다는 생각을 했죠.
1960년대, 페니 레인은 몇몇 경로의 중요 버스 정류장이었고 〈Penny Lane〉은 버스와 리버풀의 도처를 그려내고 있다. 페니 레인은 스미스다운의 스미스다운 거리의 교차로 근방(예의 정류장이 위치한 곳)과 혼잡한 쇼핑 구역을 비롯한 앨러튼 거리를 나타내는 말로도 쓰인다.
베리 마일스에 따르면, 가사에 언급되는 소방관과 소방차는 매터 가에 있는 소방서를 기반으로 두고 있다. 이곳은 페니 레인으로부터 "불과 반 마일만 내려오면 되는 곳"이다. "물고기 네 마리와 손가락 파이(Four of fish and finger pies)"는 영국의 은어다. "A four of fish"는 4페니 어치의 피니 앤드 칩스를 나타내며, "finger pie"는 당시의 은어로 청년들이 모임을 가지는 친숙한 곳에서 행해지는 애무를 암시하는 말이다. "fish and finger"의 조합은 피시 핑거의 말장난으로도 해석된다. 이언 맥도널드는 LSD의 영향을 지적했고, 가사에는 1966년 말 매카트니의 첫 LSD 복용에 대한 상상적 지점이 있다고 했다. 하나 그는 매카트니의 첫 LSD 트립을 1967년 3월 21일로 다르게 적기도 했다. 맥도널드는 이 말로 글을 마무리했다. "순진무구한 것처럼 보이기는 하지만, 비틀즈의 다른 노래보다 가사에서 LSD 언급을 하는 구절이 몇 더 있다 ... 예를 들자면 유모가 '놀이하듯 즐기고 있다(feels as if she's in a play)'거나 ... 그리고 '어쨌거나(is anyway)' 등."

## 녹음
1966년 12월 29일 애비 로드 스튜디오 제2스튜디오에서 주요 기악인 피아노 작업이 시행됨에 따라 제작이 시작되었다. 1967년 1월 17일 트럼팻 연주자 데이비드 맨슨이 솔로 피콜로 트럼펫 연주를 녹음한다. 이 솔로 연주는 폴이 BBC가 공연한 요한 제바스티안 바흐의 브란덴부르크 협주곡 2번을 들은 뒤 제안한 것이다. 바로크 스타일을 모방한 피콜로 트럼펫(작은 악기는 표준 악기보다 한 옥타브 높은 소리를 만든다.)은 맑고 깨끗한 사운드를 가짐으로써 두꺼운 중음역대 질감 전반에서 제대로 뚫고 지나갈 수 있었다. 주사운드 엔지니어 제프 에머릭은 데이비드 맨슨이 녹음의 일부 시점에서 "사로잡혔다"고 말했다. 폴 매카트니는 그가 다른 테이크를 시도하도록 일렀으나 프로듀서 조지 마틴은 맨슨의 피로를 감지하고 그에게 그럴 필요가 없다고 맞섰다. 또한 에머릭은 자신의 책에서 녹음에 대해 서술하며, 트럼펫 연주자의 높은 "E"는 그때까지 음반에 담아낼 수 없었으나 자신들은 해냈다고 했다. 맨슨은 음반에서의 연주로 27파운드 10실링을 받았다. 〈Penny Lane〉에 사용된 제작 효과로는 타악기 효과, 복스사 기타 앰플러를 통과해 잔향을 넣은 피아노 소리 등이 있다.
본래 미국 홍보 싱글에는 노래의 말미에 추가적 피콜로 트럼펫 팡파르가 들어가 있었다. 이 믹스는 마지막 트럼펫 소리가 없는 것으로 대체되었으나 이미 적은 수량의 음반이 찍혀 라디오 방송국으로 보내진 상태였다. 비틀즈 수집가들에게는 굉장히 희귀하고 값비싼 녹음으로 취급된다. 스테레오 믹스에는 추가적 트럼펫 소리가 입혀졌다. 이는 미국 컴필레이션 음반 《Rarities》, 영국 음반 《The Beatles Box》에 수록되었다. 1996년 《Anthology 2》에서 노래의 대체 테이크가 수록되었다.

## 참고 문헌
- Babiuk, Andy (2002). 《Beatles Gear: All the Fab Four's Instruments, from Stage to Studio》. San Francisco, CA: Backbeat Books. ISBN 0-87930-731-5.
- The Beatles (2000). 《The Beatles Anthology》. San Francisco: Chronicle Books. ISBN 0-8118-2684-8.
- Castleman, Harry; Podrazik, Walter J. (1976). 《All Together Now: The First Complete Beatles Discography 1961–1975》. New York, NY: Ballantine Books. ISBN 0-345-25680-8.
- Ingham, Chris (2003). 《The Rough Guide to the Beatles》. Rough Guides. ISBN 1-84353-140-2.
- Lewisohn, Mark (1988). 《The Beatles Recording Sessions》. New York: Harmony Books. ISBN 0-517-57066-1.
- “Liverpool Won't Rename Penny Lane, Despite Slavery Ties”. Fox News Channel. 2006년 7월 10일. 2008년 6월 22일에 원본 문서에서 보존된 문서. 2017년 8월 14일에 확인함.
- Lynskey, Dorian (2004년 5월 7일). “Greatest chart number twos”. 《The Guardian》.
- MacDonald, Ian (2005). 《Revolution in the Head: The Beatles' Records and the Sixties》 Seco Revis판. London: Pimlico (Rand). ISBN 1-84413-828-3.
- “Magical Mystery Tour”. 《Beatles Interview Database》. 2009. 2009년 12월 28일에 확인함.
- Martin, George; Hornsby, Jeremy (1994). 《All You Need Is Ears》. New York: St. Martin's Press. ISBN 0-312-11482-6.
- Miles, Barry; Charlesworth, Chris (1998). 《The Beatles: A Diary》. Omnibus Press. ISBN 0-7119-6315-0.
- Morin, Cari (1998). 《The Evolution of Beatles' Recording Technology》.
- Pedler, Dominic (2003). 《The Songwriting Secrets of the Beatles》. New York: Music Sales Limited. Omnibus Press.
- Philo, Simon (2014). 《British Invasion: The Crosscurrents of Musical Influence》. Rowman & Littlefield Publishers. ISBN 978-0-8108-8627-8.
- Spitz, Bob (2005). 《The Beatles: The Biography》. New York: Little, Brown and Company. ISBN 1-84513-160-6.
- Steele-Perkins, Crispian (2001). 《The Trumpet》. 《Menuhin Music Guides》 (London: Kahn & Averill). ISBN 1-871082-69-2.
- Turner, Steve (2009). 《A Hard Day's Write: The Stories Behind Every Beatles Song》 4판. MJF Books. ISBN 1-60671-109-1.
- Unterberger, Richie (2009). [(영어) https://www.allmusic.com/song/t2762356 “Review of 'Penny Lane'”] |url= 값 확인 필요 (도움말). AllMusic. 2009년 11월 24일에 확인함.
- Willis, Paul E. (2014). 《Profane Culture》. Princeton University Press. ISBN 978-1-4008-6514-7.
- Young, Neville (2007년 9월 1일). “The piccolo trumpet solos in the Beatles' "Penny Lane"”. 2011년 12월 29일에 원본 문서에서 보존된 문서. 2017년 8월 14일에 확인함.